# Human Racing
 (juin 2022).
La mise en forme du texte ne suit pas les recommandations de Wikipédia : il faut le « wikifier ».
Les points d'amélioration suivants sont les cas les plus fréquents. Le détail des points à revoir est peut-être précisé sur la page de discussion.
- Les titres sont pré-formatés par le logiciel. Ils ne sont ni en capitales, ni en gras.
- Le texte ne doit pas être écrit en capitales (les noms de famille non plus), ni en gras, ni en italique, ni en « petit »…
- Le gras n'est utilisé que pour surligner le titre de l'article dans l'introduction, une seule fois.
- L'italique est rarement utilisé : mots en langue étrangère, titres d'œuvres, noms de bateaux, etc.
- Les citations ne sont pas en italique mais en corps de texte normal. Elles sont entourées par des guillemets français : « et ».
- Les listes à puces sont à éviter, des paragraphes rédigés étant largement préférés. Les tableaux sont à réserver à la présentation de données structurées (résultats, etc.).
- Les appels de note de bas de page (petits chiffres en exposant, introduits par l'outil «  Source ») sont à placer entre la fin de phrase et le point final[comme ça].
- Les liens internes (vers d'autres articles de Wikipédia) sont à choisir avec parcimonie. Créez des liens vers des articles approfondissant le sujet. Les termes génériques sans rapport avec le sujet sont à éviter, ainsi que les répétitions de liens vers un même terme.
- Les liens externes sont à placer uniquement dans une section « Liens externes », à la fin de l'article. Ces liens sont à choisir avec parcimonie suivant les règles définies. Si un lien sert de source à l'article, son insertion dans le texte est à faire par les notes de bas de page.
- La présentation des références doit suivre les conventions bibliographiques. Il est recommandé d'utiliser les modèles {{Ouvrage}}, {{Chapitre}}, {{Article}}, {{Lien web}} et/ou {{Bibliographie}}. Le mode d'édition visuel peut mettre en forme automatiquement les références.
- Insérer une infobox (cadre d'informations à droite) n'est pas obligatoire pour parachever la mise en page.

Pour une aide détaillée, merci de consulter Aide:Wikification.
Si vous pensez que ces points ont été résolus, vous pouvez retirer ce bandeau et améliorer la mise en forme d'un autre article.
Albums de Nik Kershaw
The Riddle
(1984)
Human Racing est le premier album studio de l'auteur-compositeur-interprète anglais Nik Kershaw, sorti le 27 février 1984 chez MCA Records. Si certaines chansons comme Drum Talk sont basées sur l'improvisation, d'autres comme I Won't Let the Sun Go Down on Me ont un message politique.
D'un point de vue commercial, l'album est considéré comme le plus réussi de Nik Kershaw. Au Royaume-Uni, il atteint la 5e place du UK Albums Chart et le top 10 dans plusieurs autres pays, dont l'Allemagne de l'Ouest, la Finlande et la Norvège.
L'album est composé de quatre singles :
- Wouldn't It Be Good
- Dancing Girls
- I Won't Let the Sun Go Down on Me
- Human Racing

Human Racing est le 22e album le plus vendu de 1984 au Royaume-Uni. Il est nommé dans la catégorie « meilleur album britannique » aux Brit Awards de 1985. L'album a été certifié platine par la British Phonographic Industry (BPI).
L'album est réédité le 27 février 2012 sous le label Re-presents d'Universal avec des musiques bonus. Il prend la forme d'un ensemble de 2 CD, dans lequel les musiques de  l'album original ont été remasterisées numériquement à partir des enregistrements bruts. Les musiques bonus se composent de reprises de l'album par Nik Kershaw, dont une version inédite de Bogart, un remix avec des cuivres de Shame on You et d'une version live de Cloak and Dagger enregistrée au Hammersmith Odeon de Londres.

## Accueil de la critique
Le magazine Smash Hits a donné à l'album une critique très négative, lui attribuant la note de 1/10, avec comme description "Des synthétiseurs compétents, mais implacablement ternes et sans importance pour tout le monde sauf M. Kershaw lui-même (et même qu'il ne semble pas si intéressé)". Le critique Scott Bultman écrit pour AllMusic à propos de l'album : "Ses débuts, bien que bruts sur les bords, ont montré du talent et de la promesse".

## Chansons
Toutes les chansons sont écrites et composées par Nik Kershaw.
| 1. | Dancing Girls       | 3:46 |
| 2. | Wouldn't It Be Good | 4:32 |
| 3. | Drum Talk           | 3:10 |
| 4. | Bogart              | 4:38 |
| 5. | Gone to Pieces      | 3:11 |

| Face B | Face B                            | Face B | Face B | Face B | Face B | Face B | Face B | Face B | Face B |
| No     | Titre                             | Durée  |        |        |        |        |        |        |        |
| ------ | --------------------------------- | ------ | ------ | ------ | ------ | ------ | ------ | ------ | ------ |
| 6.     | Shame on You                      | 3:33   |        |        |        |        |        |        |        |
| 7.     | Cloak and Dagger                  | 4:55   |        |        |        |        |        |        |        |
| 8.     | Faces                             | 4:05   |        |        |        |        |        |        |        |
| 9.     | I Won't Let the Sun Go Down on Me | 3:23   |        |        |        |        |        |        |        |
| 10.    | Human Racing                      | 4:26   |        |        |        |        |        |        |        |
| 39:39  |                                   |        |        |        |        |        |        |        |        |

Chansons supplémentaires :
| 1.  | Dancing Girls (Extended)                          | 8:05 |
| 2.  | Bogart (Extended)                                 | 4:29 |
| 3.  | Monkey Business                                   | 3:30 |
| 4.  | Shame on You (Additional Brass)                   | 3:40 |
| 5.  | Drum Talk (Extended)                              | 5:00 |
| 6.  | Faces (Extended)                                  | 4:40 |
| 7.  | Dark Glasses                                      | 4:16 |
| 8.  | Wouldn't It Be Good (Extended)                    | 6:52 |
| 9.  | Human Racing (Extended)                           | 5:24 |
| 10. | She Cries                                         | 3:48 |
| 11. | I Won't Let the Sun Go Down on Me (Extended)      | 6:33 |
| 12. | Cloak and Dagger (Live at Hammersmith Odeon 1984) | 5:07 |

| Liste des pistes originales |
| --- |
| Les principales chansons de Human Racing sont présentées dans le livret qui accompagne la réédition de 2012. Ils nous montrent que l'ordre original des chansons de l'album était : Face A 1. Drum Talk 2. Wouldn't It Be Good 3. Bring on the Dancing Girls 4. Bogart 5. Gone to Pieces Face B 1. Shame on You 2. Cloak and Dagger 3. Faces 4. Wide Boy 5. I Won't Let the Sun Go Down on Me 6. Human Racing "Wide Boy" a été abandonné avant la sortie officielle de l'album, mais a été publié sur l'album suivant de Nik Kershaw, The Riddle. Les principales chansons montrent également que l'album a été achevé en novembre 1983. Ces mêmes bandes ont été scellées à des fins de conservation. La face A a été scellée le 15 septembre 2011 et la face B le 23 février 2005. |

## Musiciens
Les crédits sont tirés de pochette de l'album.
- Nik Kershaw – chant, percussions, guitare, basse, synthétiseurs
- Paul "Wix" Wickens – claviers, Fairlight CMI
- Charlie Morgan – batterie

Musiciens complémentaires
- Rég Webb – claviers
- Nick Glennie-Smith – claviers
- Don Neige – claviers
- Paul Westwood - basse sur I Won't Let the Sun Go Down on Me
- Martin Ditcham – percussions
- Jerry Hey - cor
- Gary Grant - cor
- Larry Williams - cor
- Bill Reichenbach - cor
- Kim Hutchcroft - cor
- Sheri Kershaw - chœurs sur Faces
- Lynda Hayes – voix off sur Bogart

Équipe de production
- Pierre Collins – producteur
- Julien Mendelsohn – ingénieur ; mixeur
- Stuart Bruce - ingénieur adjoint
- Keith Finney - ingénieur adjoint
- Bob Kraushaar - ingénieur adjoint
- Roger Howorth - ingénieur adjoint
- Nick Campey - ingénieur adjoint
- Greg Fulginiti – matriçage

## Position dans les charts
| Charts (1984)                             | Plus haute position |
| ----------------------------------------- | ------------------- |
| Australie (Kent Music Report)             | 35                  |
| Canada Top Albums / CDs (RPM)             | 19                  |
| Pays-Bas (Album Top 100)                  | 13                  |
| Europe European Albums (Music & Media)    | 14                  |
| Finlande (Suomen virallinen lista)        | 8                   |
| Allemagne de l'Ouest (Offizielle Top 100) | 8                   |
| Nouvelle-Zélande (RMNZ)                   | 32                  |
| Norvège (VG-lista)                        | 7                   |
| Suède (Sverigetopplistan)                 | 38                  |
| Suisse (Schweizer Hitparade)              | 12                  |
| Royaume-Uni (OCC)                         | 5                   |
| États-Unis (Billboard 200)                | 70                  |

| Charts (1984)                             | Position |
| ----------------------------------------- | -------- |
| Canada Top Albums / CDs (RPM)             | 64       |
| Pays-Bas (Album Top 100)                  | 44       |
| Allemagne de l'Ouest (Offizielle Top 100) | 22       |
| Royaume-Uni (Gallup)                      | 22       |

## Certifications
| Pays | Certification | Unités vendues |
| --- | ------------- | -------------- |
| Canada (Music Canada) | Or            | 50 000*        |
| Royaume-Uni (BPI) | Platine       | 300 000*       |
| *Les unités vendues sont basées sur la seule certification (= 50 000 unités vendues nécessaires pour obtenir une certification "or" de Music Canada). |               |                |